# Xestocephalus bicoloratus
Xestocephalus bicoloratus är en insektsart som beskrevs av Delong, Wolda och Estribi 1983. Xestocephalus bicoloratus ingår i släktet Xestocephalus och familjen dvärgstritar. Inga underarter finns listade i Catalogue of Life.